# 瀧澤久美子
瀧澤久美子（1952年8月21日—2022年6月11日）是日本東京都出身的女性聲優。血型B型。81produce所屬。

## 人物
擅長料理與繪畫，興趣是旅行與園藝。